# Limnophila circumscripta
Limnophila circumscripta là một loài ruồi trong họ Limoniidae. Chúng phân bố ở miền Australasia.